# بخش بنتون، شهرستان کارور، مینه سوتا
بخش بنتون (به انگلیسی: Benton Township) یک منطقهٔ مسکونی در ایالات متحده آمریکا است که در شهرستان کارور، مینه‌سوتا واقع شده‌است.
 بخش بنتون ۹۰٫۳ کیلومتر مربع مساحت و ۹۳۹ نفر جمعیت دارد و ۲۹۶ متر بالاتر از سطح دریا واقع شده‌است.